# Krabi

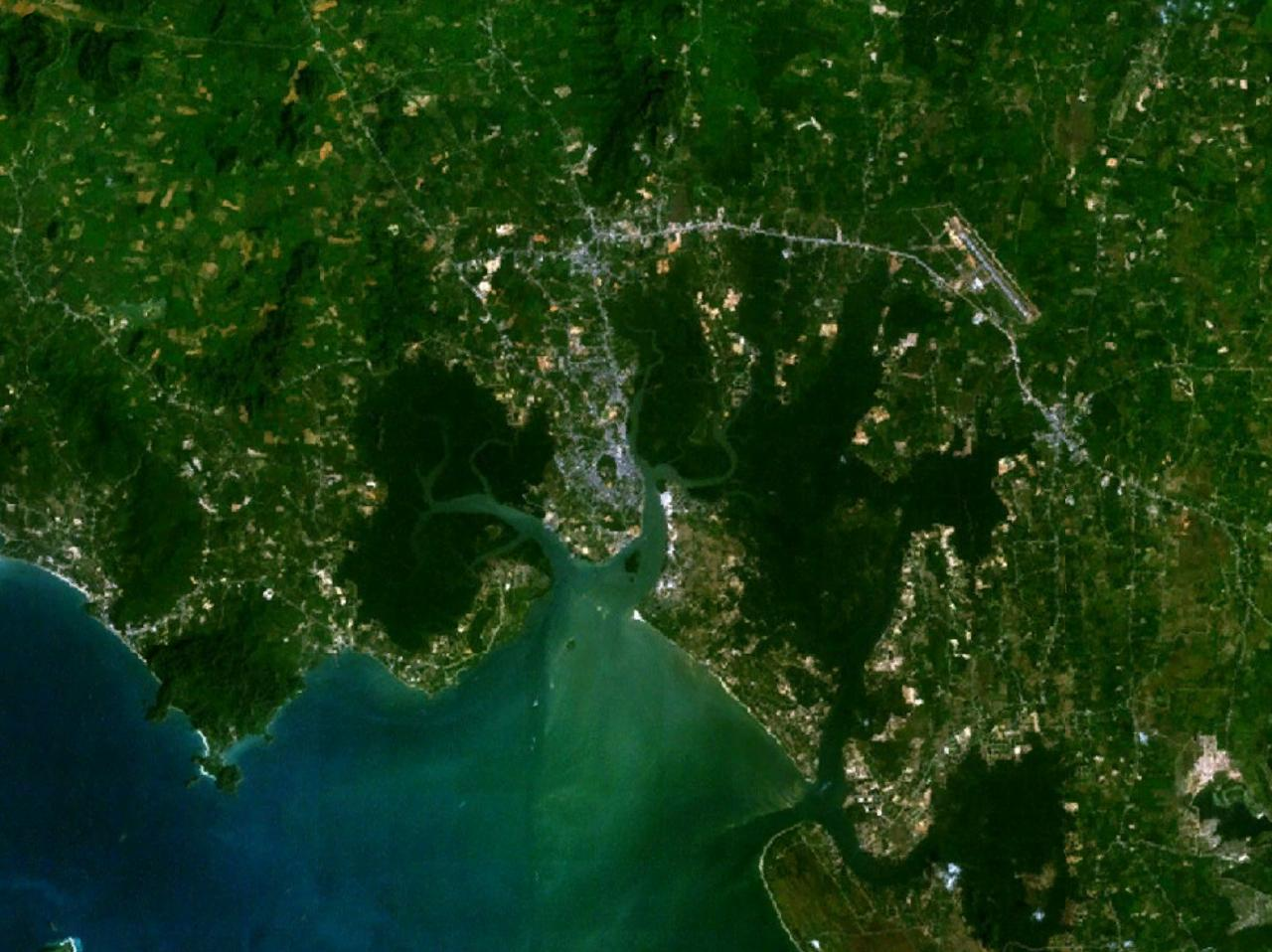
Zdjęcie satelitarne Krabi

Krabi (język tajski: กระบี่) miasto w południowo-zachodniej Tajlandii, położone na wybrzeżu Morza Andamańskiego. Stolica prowincji Krabi. Liczy około 25 tysięcy mieszkańców. Popularny kurort ze względu na piękne plaże, wysepki i możliwości nurkowania.